# White Winter Hymnal
«White Winter Hymnal» es el primer sencillo perteneciente a Fleet Foxes (2008), el primer álbum de la banda americana homónima. Lanzado por el sello europeo Bella Unión el 21 de julio de 2008, el sencillo fue sacado tanto en vinilo de 7 pulgadas como en formato digital en MP3. La cara B es la canción no perteneciente al álbum llamada "Isles". La canción llegó al puesto 65 de la lista de Hottest 100 de Triple J.
En España, esta canción fue utilizada para el anuncio del Sorteo de Navidad del 2021.

## Lista de canciones
1. "White Winter Hymnal" – 2:27
2. "Isles" – 3:06